# Leverkaas

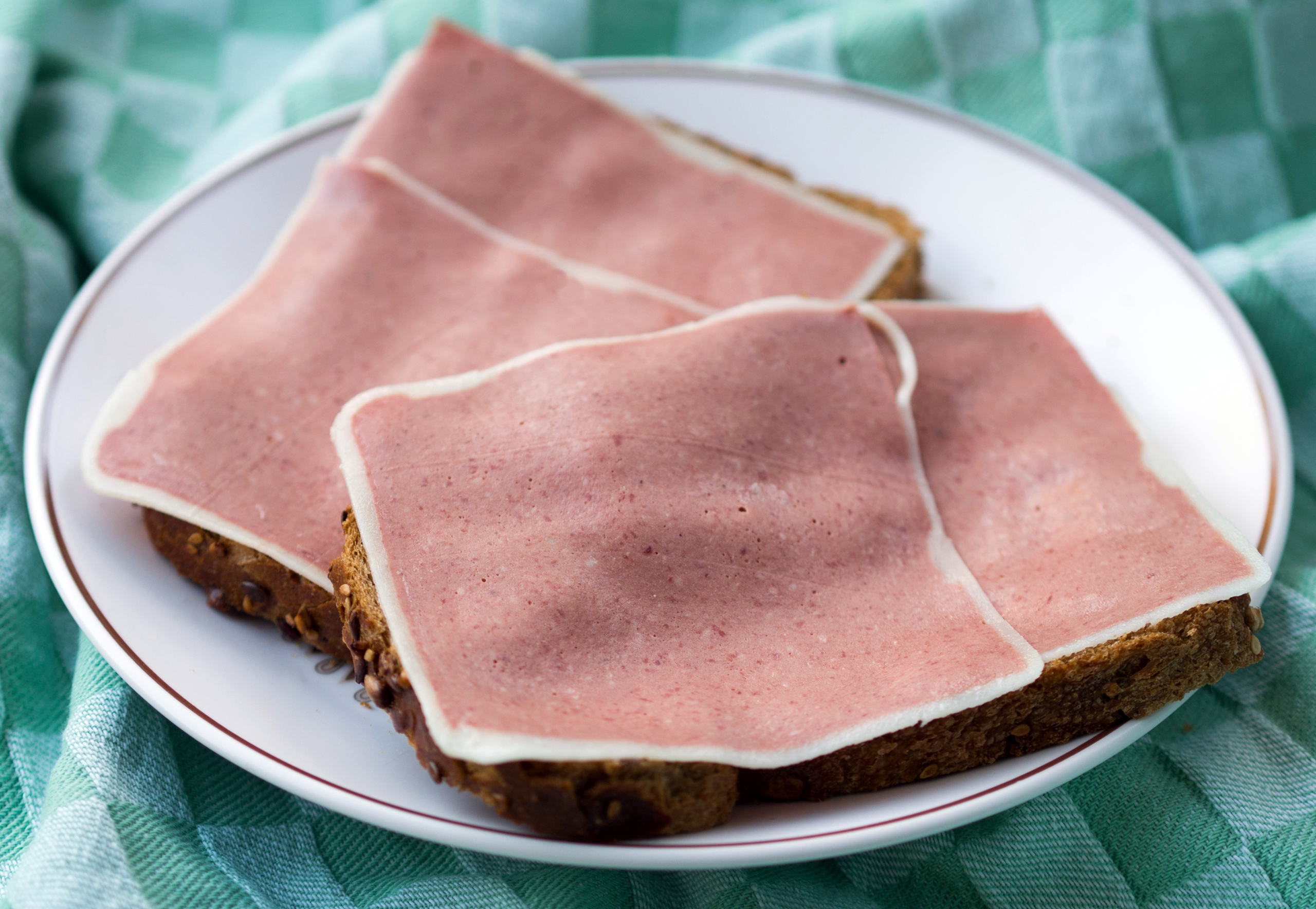
Leverkaas op brood

Leverkaas behoort tot de vleeswaren en is sterk verwant aan leverpastei, maar het is door toevoegingen als zetmelen steviger geworden.
Het voordeel daarvan is dat het in dunne plakjes te snijden is en door de slager of vleeswarenindustrie voorgesneden kan worden verkocht. Het snijverlies is minimaal. Om leverkaas, dat blokvormig is, zit vaak een karakteristiek laagje spekvet. De aanduiding kaas slaat op de snijdbaarheid. Een ronde variant op leverkaas is de Berliner leverworst. Leverkaas is voornamelijk gemaakt van varkenslever en -vlees.
In Zuid-Duitsland, Oostenrijk en Zwitserland kent men een vleesproduct met bijna dezelfde naam, de Leberkäse; deze heeft een vergelijkbare vorm als leverkaas, maar bevat veel minder lever, in Beieren zelfs geen.